# 2080 Jihlava
2080 Jihlava è un asteroide della fascia principale. Scoperto nel 1976, presenta un'orbita caratterizzata da un semiasse maggiore pari a 2,1766960 UA e da un'eccentricità di 0,0614628, inclinata di 3,85094° rispetto all'eclittica.
È stato così battezzato da I. Baueršíma, collega dello scopritore, in onore della propria città natale.